# Ryuusei
Ryuusei (流星 , övers. Stjärnfall?) är en singel av det japanska rockbandet MUCC. Det är deras andra singel från 2006 och släpptes i två olika utföranden: en begränsad utgåva med en bonus-DVD och en standardutgåva med en nyinspelning av "Daikirai" från albumet Antique. Under första försäljningsveckan hade 12 858 exemplar sålts, vilket gav singeln en fjortondeplats på den japanska försäljningstopplistan.

## Låtlista
1. "Ryuusei" (流星)
2. "Bokura no Kage" (僕等の影)
3. "Daikirai 2006" (大嫌い2006)*

* Endast på standardutgåvan.

### Bonus-DVD
Endast med den begränsade upplagan

"Live eizou (Gerbera/Media no Juusei/Suisou)" (speltid ca 15 min.)